# Фистервил-Тревос (Пенсилванија)
Фистервил-Тревос (енгл. Feasterville-Trevose) град је у америчкој савезној држави Пенсилванија.

## Демографија
По попису из 2000. године број становника је 6.525.
| Група             | 2000.         | 2010.    |
| Белци             | 6.067 (93,0%) | 0 (0,0%) |
| Афроамериканци    | 139 (2,1%)    | 0 (0,0%) |
| Азијати           | 130 (2,0%)    | 0 (0,0%) |
| Хиспаноамериканци | 149 (2,3%)    | 0 (0,0%) |
| Укупно            | 6.525         | 0        |